# Scoparia dipenda
Scoparia dipenda là một loài bướm đêm trong họ Crambidae.